# Sveriges Arkitekters bostadspris
Sveriges Arkitekters bostadspris var ett svenskt arkitekturpris. Bostadspriset delades ut av Sveriges Arkitekter mellan 1999 och 2021.
Priset gavs för att belöna ett nyligen färdigställt bostadshus eller bostadskomplex av hög arkitektonisk klass. Det delades ut året efter invigningsåret för färdigställandet av de nominerade bidragen.

## Pristagare
| År   | Objekt                        | Ort                         | Arkitekt                                                      | Beställare                                    |
| 1999 |                               |                             |                                                               |                                               |
| 2001 | Kajplats 01                   | Malmö                       | Gert Wingårdh                                                 |                                               |
| 2003 | Bostadsrättsföreningen Opus 1 | Ljunghusen, Vellinge kommun | Fojab arkitekter genm Greger Dahlström                        | Seniorgården AB genom Carl-Johan Hansson      |
| 2005 | Godhemsberget                 | Göteborg                    | KUB arkitekter                                                | JM                                            |
| 2007 | Radhus i Raus Vång            | Helsingborg                 | Tegnestuen Vandkunsten                                        | HSB Nordvästra Skåne                          |
| 2009 | Kvarteret Böljan 4            | Stockholm                   | Kod arkitekter genom Åsa Kallstenius och Sanna Hederus        | Riksbyggen                                    |
| 2011 | Äppelgårdens atrieradhus      | Göteborg                    | White Arkitekter genom Mikael Stenqvist och Thomas Landenberg | White Arkitekter och F O Peterson Byggnads AB |
| 2013 | Rosmarinen                    | Helsingborg                 |                                                               |                                               |
| 2015 | Bostadsrättsföreningen O'hoj  | Västra hamnen, Malmö        | hauschild + siegel genom Axel Hauschild och Cord Siegel       | hauschild + siegel                            |
| 2017 | Trädgårdarna                  | Örebro                      | Marge arkitekter                                              | Örebro kommun                                 |
| 2019 | Brf. Inspiration Rosendal     | Uppsala                     | Christensen & Co Arkitekter                                   | Uppsala kommun                                |

## Övriga nomineringar 2011
- Sven-Harrys konstmuseum och bostäder i Stockholm, arkitekterna Gert Wingårdh och Anna Höglund på Wingårdh arkitektkontor och byggherren Folkhem Produktion
- Vårdboende i Norra Vram, arkitektfirma Marge Arkitekter och beställaren Partnergruppen
- Bostadsrättsföreningen Valö Fyr i Göteborg, arkitektfirma Landström Arkitekter AB och byggherren HSB Göteborg